# Сторонники
«Сторонники» (англ. Believers) — американский триллер режиссёра Дэниэла Мирика по сценарию Мирика, Джулии Фэйр и Дэниэла Ноа, вышедший на мировые экраны 11 июня 2007 года. Фильм был распространён Warner Bros. как выпуск direct-to-DVD в Соединённых Штатах и других странах.
Дэниэль Мирик после получения «Золотой малины» в номинации «Худший сценарий» за сиквел «Ведьмы из Блэр» ушёл в продюсерскую индустрию и вернулся к съёмкам с фильмом «Сторонники», где был одновременно продюсером, режиссёром и сценаристом.
Саундтрек «Hurricane» — авторы Крисс Кассо и Джим Саламон.

## Сюжет
Фильм рассказывает о двух медиках, Дэвиде Воне (Джонни Месснер) и Викторе (Джон Уэртас), выехавших на срочный вызов к маленькой девочке, чья мама упала в обморок где-то в пустыне и нуждается в помощи. Добравшись до места они обнаруживают тело без признаков жизни женщины и плачущую над ней девочку Либби. Пытаясь привести женщину в чувства, медики не обращают внимания на мальчика, который пытается их предупредить: «Спешите, они идут!». Неожиданно появляется пикап с вооружёнными людьми, которые грузят всех в машину и увозят в неизвестном направлении. В результате герои картины оказываются в бункере, где узнают, что попали в религиозную секту. Культ этой секты основан на математических расчётах и формулах «Квантик», а его сторонники ищут новых единомышленников, причём оказывается, что вербовка проходит далеко не на добровольных началах.
Спасатели, несмотря на сложившуюся ситуацию, считают всё происходящее бредом. Они пытаются убедить членов секты в абсурдности культа самоубийства, но ничего не выходит. Для героев ситуация меняется, когда вопрос касается жизни. Попытки сбежать из заточения заканчиваются неминуемым возвращением в место заточения. Сторонники не собираются отпускать неверующих, ведь им судьбой написано умереть. Шанс на спасение есть только у того, кто примет правила игры и поверит в конец света.

## Особенности
Как история картина не имеет каких-то очевидных недостатков, она развивается плавно. Явных дыр в сюжетной линии нет. Но стоит признать, что особенности съемок Дэниэля Мирика, например мягкое сотрясение камеры во время «интенсивных» сцен, не добавляют оригинальности в очередную историю про верующих. Мирик рассказывает все от начала до конца, но при этом испытать каких-то острых ощущений или испуга, сложно из-за монотонности действия. Несмотря на это однообразное изображение выглядит нормально, не имея никаких отвлекающих недостатков. Основой является дополнительная серия удаленных сцен. Помимо этого весь стиль Мирика «смягчает» слабый диалог и знакомый сюжет.

## Актёры
- Джонни Месснер — Дэвид Вон
- Джон Уэртас — Виктор
- Дианна Руссо — Ребекка
- Дэниэл Бензали — Учитель
- Марти Папазян — Рей
- Эндрю Элвис Миллер — Медик Филл Гай
- Риф Хаттон — синоптик из телевизора
- Кэролайн Хеннеси — Лина Вэнс
- Джон Уэсли — Лидер
- Брайан Лэлли — водитель грузовика
- Элизабет Богуш — Дебра

## Студии
За шестую работу Дэниэла Мирика, снятую в Лос-Анджелесе, штате Калифорния, взялось четыре американских студии:
- Flame Ventures (известна такими фильмами как «Без лица» Джо Карнахана и сериал «Дракула» Энди Годдарда
- Papazian-Hirsch (одни из создателей телесериала «Супруги Харт» и фильма «Пустая колыбель» Пола Шнайдера
- Raw Feed (подразделение студии Warner Home Video, снимающее хорроры, «Сторонники» стали их третьей работой студии. Участники двух частей «Остановки» Джона Шибан и Шона Папазян и картины «Апофеоз» Тони Крантца[4].
- Three Productions (среди работ этой студии — «Проба микрофона»)